# Gunnar Nilsson (pugile)
Nils Gunnar Lorentz Nilsson (23 marzo 1923 – 13 maggio 2005) è stato un pugile svedese.

## Palmarès
- Giochi olimpici

Londra 1948: argento nei pesi massimi.